# Diana Raznovich

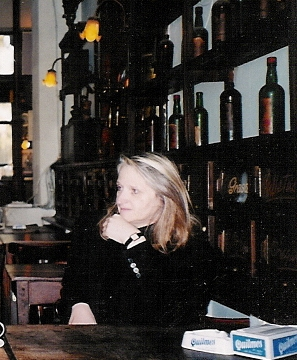
Die argentinische Autorin und Karikaturistin Diana Raznovich 1998 in einem typischen Kaffeehaus in Buenos Aires

Diana Raznovich (* 12. Mai 1945 in Argentinien) ist eine argentinische Schriftstellerin, Theatermacherin und Karikaturistin.

## Leben
Diana Raznovich wurde in eine jüdische Einwandererfamilie hinein geboren, die väterlicherseits vor den Judenverfolgungen im Russischen Kaiserreich, mütterlicherseits vor dem Antisemitismus in Wien geflohen war. Ihr Vater Marcos war Kinderarzt, ihre Mutter Berta Zahnärztin; bald wurden auch noch zwei jüngere Brüder geboren. Sie wuchs in Buenos Aires im Stadtviertel Flores auf, wo sie zur Schule ging und bereits sehr früh Klavierspielen lernte. Mit 16 veröffentlichte sie ihren ersten Gedichtband, Tiempo de Amar, mit rebellischen, nihilistischen Texten. Ihr erstes Theaterstück, El Guardagente, wurde 1970 am Teatro de la Sociedad Hebraica Argentina uraufgeführt, bald folgte das Drama Marcelo, el Mecánico (später unter dem Titel Jardín de otoño).
Bei Ausbruch der Militärdiktatur musste sie 1976 nach Spanien ins Exil gehen. Von 1976 bis 1983 lebte sie in Madrid, wohin sie später noch für mehrere Jahre zurückkehrte (1988 bis 1993). In dieser Zeit in Europa erschienen auch die ersten Übersetzungen ihrer Stücke ins Italienische und Deutsche. Zusammen mit anderen Theaterleuten gründete sie das Centro de Estudios Teatrales, wo sie auch Schauspielunterricht erteilte. Sie unternahm Reisen nach Paris, Rom und Deutschland, wo sie intensiv mit der Theater- und Mediengesellschaft Lateinamerika zusammenarbeitete. Auf Grund dieser Kontakte wurden ihre beiden Romane Para que se cumplan todos tus deseos und Mater erótica ins Deutsche übersetzt und mehrere ihrer Theaterstücke auf Deutsch inszeniert und aufgeführt.
1981 kehrte Diana Raznovich für kurze Zeit nach Argentinien zurück, um mit dem Einakter Desconcierto am ersten Zyklus des Teatro Abierto teilzunehmen, einer Initiative verschiedener Theatermacher, die das Bewusstsein der Öffentlichkeit in den letzten Jahren der Militärdiktatur mit kritischen Stücken aufrütteln wollte. Das Teatro Abierto brachte Dramatiker, Regisseure, Schauspieler und Bühnentechniker zusammen, die alle auf der so genannten „schwarzen Liste“ standen und um ihre Sicherheit fürchten mussten. Sie produzierten 1981 einen Zyklus von 21 Einaktern verschiedener Autoren, der deutlich machen sollte, dass sich die argentinischen Künstler nicht den Taktiken der Diktatur gebeugt hatten und nicht zum Schweigen bringen ließen. Einige der anderen Teilnehmer fanden Raznovichs Stück Desconcierto unangemessen; sie wurde gebeten, das Stück zurückzuziehen und ein anderes einzureichen, weigerte sich aber. Manche Kollegen „meinten, ich sei frivol. Ich fasste das als Kompliment auf. Meine Einstellung und mein Stil erfuhren keinerlei Billigung, und ich fand das wunderbar transgressiv.“. Die Militärs reagierten gewalttätig und steckten an dem Abend, als Desconcierto lief, das Teatro Picadero in Brand. Teatro Abierto zog in ein anderes Etablissement um, ausgerechnet in das Tabarís, in dem am späteren Abend, nach den Theateraufführungen, zweifelhafte Revueschauen abliefen, genau solche, wie sie Raznovich kritisiert. Die Kalkulation dahinter war: Die Militärs, die das Varieté häufig aufsuchten, würden einen Ort, den sie mit ihrem eigenen Vergnügen assoziierten, wohl nicht so einfach zerstören. Das war insofern eine interessante Konstellation, weil das Publikum, das in ein politisches Theater gehen wollte, an den Plakaten von halb nackten Stripteasetänzerinnen vorbeimusste.
Seit 1998 ist Diana Raznovich Mitglied der Junta Directiva von ARGENTORES, einer Vereinigung argentinischer Theaterschaffender, und war als solche verantwortlich für deren Internetauftritt. Zum Jahrtausendwechsel 1999/2000 hat sie zusammen mit Astrid Hadad in Mexiko eine Performance aufgeführt.

## Preise und Auszeichnungen
- John Simon Guggenheim-Stipendium 1992
- Premio de Teatro für Objetos personales, Festival de Teatro de Cádiz, 1993
- XVII. Premio Mujeres Progresistas, 2014 (Spanien)

## Werk

### Theaterstücke
- Buscapiés (1967), Uraufführung 1968, Sala Casacuberta, Teatro Municipal General San Martín, Buenos Aires. Regie: Mario Rolla.
- Plaza hay una sola (1968/9): Performance-Stück in acht Szenen, Uraufführung als Straßentheater: Plaza Roberto Arlt, Buenos Aires, Regie: Mario Rolla.
- El guardagente (Uraufführung 1970, Teatro de la Sociedad Hebraica Argentina, Regie: Rudy Chernicoff)
- Contratiempo (Uraufführung 1971, Teatro Payró, Buenos Aires, Regie: Ricardo Monti)
- Texas en carretilla (Uraufführung 1972, Teatro Odeón) für Kinder, mit Musikuntermalung
- Plumas blancas. Ediciones Dédalos. Buenos Aires, 1974.
- Marcelo el mecánico (Uraufführung 1975, Teatro Del Globo, Buenos Aires)
- Jardín de otoño (Uraufführung 1977, Teatro Rex, Madrid). Publizierte Version: Jardín de otoño. Comedia de la Provincia, Subsecretaría de Cultura, Dirección de Escuelas y Cultura, Provincia de Buenos Aires, 1985.
- El desconcierto (Uraufführung 1981, Teatro Abierto, Teatro Picadero, Teatro Tabarís, Buenos Aires, Regie: Hugo Urquijo)
- Autógrafos (1983, Musikkomödie, Teatro Lorange, Buenos Aires, Regie: Ricky Pashkus und Diana Raznovich).
- Objetos personales (Monolog, 1989)
- Casa Matriz (Uraufführung 1986, Teatro Studio, Rom, Italien, Regie: Saviana Scalffi). Abendfüllender Einakter. Publizierte Version in: Salirse de madre. Editorial Croquiñol. Buenos Aires, 1988.
- De la cintura para abajo (verschiedene Versionen von 1991, 1993, 1994, 1999)
- De atrás para adelante (1996), dreiaktige Komödie, Uraufführung Teatro Luisa Vehil, Buenos Aires, 2013, Regie: Rubén Hernández Miranda
- Máquinas divinas (Uraufführung 1996, Sala ETC, Centro Cultural San Martín, Buenos Aires, Regie: Maricarmen Arnó)
- Fast food a la velocidad de la muerte (1996), Uraufführung 2009, La Plata, Grupo Layave. Publizierte Version in: María Claudia André (ed.): Antología de escritoras argentinas contemporáneas. Editorial Biblos, 2004, Seite 177–192.
- „Jardín de otoño“, „Casa Matriz“ und „De atrás para adelante“. Prólogo de Diana Taylor. In: Teatro Americano Actual. Ed. Casa de América. Madrid, 2001.

#### Sammelband Teatro Abierto
- Giella, Miguel Ángel (ed.): Teatro Abierto 1981. Vol I: Teatro Argentino bajo vigilancia. Buenos Aires: Corregidor, 1991.
- Teatro Abierto 1981. Vol II: 21 estrenos. Buenos Aires: Corregidor, 1992.

#### Desconcierto
Der Titel bedeutet im Spanischen ein Wortspiel mit der Doppeldeutigkeit des Wortes „desconcierto“: Zum einen bedeutet im üblichen Sprachgebrauch „desconcierto“ so viel wie „Verunsicherung“, „Verstörung“, „Bestürzung“, auch „Unordnung, Verwirrung, Störung“ oder „Zwiespalt, Uneinigkeit, Zerrüttung“. Zum anderen aber nimmt die Autorin die Etymologie wörtlich und bildet durch die Vorsilbe „des-“ („ent-“ oder „un-“) eine Art Allegorie für die politische Situation Argentiniens zur Zeit der Militärdiktatur im Sinne von: Gegenteil eines Konzertes, also etwa: ein „Nicht-Konzert“, ein nicht veranstaltetes, verhindertes Konzert. Dies bietet sich an, um so ein Konzept auf der Bühne mit theatralischen Mitteln umzusetzen.
In diesem Monolog beziehungsweise Einpersonenstück wird die Pianistin Irene della Porta von ihrem Manager großzügig dafür bezahlt, Ludwig van Beethovens Pathétique auf einem Konzertflügel zu spielen, der keinen einzigen Ton erzeugt. Dies stellt eine einleuchtende Metapher für die Situation der Zensur dar, die das argentinische Volk zur Zeit der Uraufführung erlebte. Das Publikum kauft Konzertkarten, um Irene dabei zuzusehen, wie sie dem Nichts Töne entlockt. Sie spricht mit dem Publikum und führt eine absurde Show auf. Dieser Pakt mit der Mittelmäßigkeit hat ihr enormen beruflichen Erfolg eingebracht, das Publikum strömt massenweise zu ihren „Desconciertos“, um ihrem Scheitern zu applaudieren. Zwischendurch macht die Künstlerin auch ein Striptease, sie steht fast nackt vor dem Publikum da. Am Ende des Stückes gewinnt das Piano wie durch ein Wunder seine Stimme zurück. Doch nach so vielen stummen Konzerten weiß Irene nicht mehr, wie man ‚wirkliche‘ Musik macht. Unempfindlich gewordene Finger produzieren harte, dissonante Töne. Schockiert und durch ihr Versagen als Künstlerin am Boden zerstört, ist ihre Freude groß, als der Flügel erneut verstummt.
Oberflächlich gesehen ist Desconcierto eine Kritik an den argentinischen Künstlern wie auch an ihrem Publikum, die bereit waren, sich den durch die Militärregierung aufgezwungenen Zensurbedingungen anzupassen, und sich gleichzeitig einredeten, dass sie sich in Wirklichkeit an bedeutungsvoller Kommunikation beteiligten. Dabei ist interessant, dass Verstummen und öffentliches Schweigen in Argentinien sowohl als Komplizenschaft mit dem System als auch als Widerstandsakt interpretiert wurden. Desconcierto scheint sich jedoch an jene Argentinier zu richten, die zu Mittätern der Diktatur wurden und deren Passivität eine Kultur des Terrors ermöglichte. Die ‚Show‘ wird von den Machthabern selbst produziert. Gleichzeitig geht es um Geschlechtsidentität als Performance: Irene in einem tief ausgeschnittenen, eng anliegenden, roten Abendkleid, als Star, das war zur damaligen Zeit eine der wenigen sichtbaren Rollen für Frauen im patriarchalischen System. Sie ist die Frau als Projektion patriarchaler Phantasien, die auf der Bühne vorgeführt wird. Das weibliche Bild der „Madre Patria“ diente den Militärs als Projektionsfläche für das Gemeinschaftsgefühl aller Argentinier. Desconcierto steht paradoxerweise zugleich für das Scheitern und für die Macht von Kunst im Kontext des „Schmutzigen Krieges“. Die grotesken Töne, die das Piano hervorbringt, widersetzen sich der Ästhetisierung von Gewalt und der Kommerzialisierung von Kultur. Aufführungen in Deutschland, Spanien, Italien, England u. a. zeigen, dass nicht nur Anspielungen auf die Militärdiktatur in Argentinien in dem Stück enthalten sind, sondern auf eine allgemeine conditio humana des Mitläufertums.

### Romane
- Para que se cumplan todos tus deseos (Novela). Madrid: Editorial Exadra, 1989.
- Mater Erótica. Barcelona: Robinbook, 1992.

### Gedichte
- Tiempo de amar y otros poemas. Buenos Aires: Edic. Nuevo Día, 1963.
- Caminata en tu sombra. Buenos Aires: Edit. Stilcograf, 1964.
- De personajes altos, imposibles. (unveröffentlicht)
- Klezmer y Klezmer (poemas para decir) (unveröffentlicht)
- El día después (unveröffentlicht)

### Cartoons
- In folgenden Zeitschriften:
  - Diario Tiempo Argentino, Revista Tres Puntos, Revista Plural, alle Argentinien.
  - Revista Raíces, Madrid.
  - Suplemento de la Mujer. Diario La tercera. Chile.
  - Clarín, Argentinien
- In Buchform:
  - Cables Pelados. Band 1 und 2. Buenos Aires, 1987
  - Sopa de lunares. Madrid: hotelpapel ediciones, 2007
  - Mujeres pluscuamperfectas. Madrid: hotelpapel ediciones, 2008
  - Divinas y chamuscadas. Madrid: hotelpapel ediciones, 2010
- Kalender: Aprópiate de tu tiempo. Ediciones La Morada, Chile.

### Ausstellungen, Konzerte und Anderes
- 1996: Ausstellung von Karikaturen: Galerie „La Morada“, Santiago de Chile, Chile.
- 1997: Präsentation des Kalenders „Aprópiate de tu tiempo“, Idee und Karikaturen D.R., Centro Cultural Recoleta, Buenos Aires. Feria del Libro. Estación Mapocho, Santiago de Chile.
- 1998: „Klezmer y Klezmer“. Jüdische Klezmermusik mit Musik von César Lerner und Marcelo Moguilevsky und Gedichten von Diana Raznovich. Sociedad Hebraica Argentina und Centro Cultural Marc Chagall
- 1999: „Diana y sus Tintas Chinas, humor de minas“. Musik von Valeria Cini und Miranda Nardelli, Texte von Diana Raznovich. Festival de Teatro Hispano in Miami, Florida.

## Übersetzungen

### Ins Deutsche
- Herbstzeitlose. Deutsch von Gerd-Rainer Prothmann. Frankfurt am Main: S. Fischer Verlag, 1987.
- Konzert des Schweigens. Deutsch von Ilse Schliessmann. Frankfurt am Main: Fischer Verlag, 1987.
- Persönliche Sachen. Deutsch von Gerd-Rainer Prothmann. Frankfurt am Main: Fischer Verlag, 1990.
- Weiße Federn, schwarze Federn. Deutsch von Gerd-Rainer Prothmann. Frankfurt am Main: Fischer Verlag, 1990.
- Der Freund meines Sohnes. Aus dem Span. von Sonja Kübler. München: Heyne Verlag, 1994.
- Oliverio Pan, Magier. Aus dem argentin. Span. von Ilse Layer. Frankfurt am Main: Fischer Verlag, 1995.
- Kämpfe unter der Gürtellinie. Deutsch von Sybille Martin. In: Adler/Röttger Bd. 2, S. 325–374.
- Casa Matriz. Aus dem Span. von Sonja Kübler. Frankfurt am Main: Fischer Verlag Theater, 1993, Erstauff. 1994 Frankfurt
- "Die Befreiung der Señora Sara. Postmoderne Komödie", in: Mit den Augen in der Hand: argentinische Jüdinnen und Juden erzählen. Herausgegeben und übersetzt von Erna Pfeiffer. Wien: Mandelbaum Verlag, 2014, Seite 194–200

### Ins Englische
- „Personal Belongings“. In: Argentine Jewish Theatre, a critical anthology. Edited and translated by Nora Glickman and Gloria Waldman. Lewisburg, Bucknell University Press, 1996 (Uraufführung 1984, Sydney, Australia). Regie: Ross Horin.
- Defiant Acts: four plays by Diana Raznovich / Actos Desafiantes: cuatro obras de Diana Raznovich. Ed. Diana Taylor & Victoria Martínez. London: Bucknell University Press, 2000.

### Auf Deutsch
- Adler, Heidrun/Röttger, Kati (eds., 1998): Geschlechter: Performance - Pathos - Politik. Das postkoloniale Theater lateinamerikanischer Autorinnen. Frankfurt: Vervuert. (Theater in Lateinamerika; 1). ISBN 3-89354-321-X. Darin: Diana Taylor: „Frivole Geschütze: Diana Raznovichs Akte des Widerstands, S. 73-88“
- Adler, Heidrun/Röttger, Kati (eds., 1998): Theaterstücke lateinamerikanischer Autorinnen. Frankfurt: Vervuert. (Theater in Lateinamerika; 2).
- Röttger, Kati/Roeder-Zerndt, Martin (eds., 1997): Theater im Schutt der Systeme. Dokumentation einer Begegnung zwischen dem cono Sur und Deutschland. Frankfurt a. M.: Vervuert.
- "Sie haben unser Gedächtnis nicht auslöschen können". Jüdisch-argentinische Autorinnen und Autoren im Gespräch. Herausgegeben und übersetzt von Erna Pfeiffer. Wien: Löcker-Verlag, 2016 (edition pen, 39)

### Auf Spanisch
- Castillejos, Manuel. “El valor del sonido en Buscapiés de Diana Raznovich.” In: Mujer y sociedad en America: IV Simposio Internacional: Vol. 1. Juana Alcira Arancibia, introd. Westminster, CA; Mexicali: Instituto Literario y Cultural Hispánico; Univiversidad Autónoma de Baja, California, 1988, S. 233–240.
- Graham Jones, Jean. “Decir 'No': El aporte de Bortnik, Gambaro y Raznovich al Teatro Abierto '81.” In: Teatro argentino durante El Proceso (1976-1983). Juana A. Arancibia and Zulema Mirkin, eds. Buenos Aires: Vinciguerra, 1992.
- Glickman, Nora. “Parodia y desmitificación del rol femenino en el teatro femenino de Diana Raznovich.” In: Latin American Theatre Review 28:1 (1994): S. 89–100.
- López, Liliana. “Diana Raznovich: una cazadora de mitos.” In: Drama de Mujeres. Halima Tahan, ed. Buenos Aires: Ediciones Ciudad Argentina.
- Martínez, Martha. “Tres nuevas dramaturgas argentinas: Roma Mahieu, Hebe Uhart y Diana Raznovich.” In: Latin American Theatre Review, Spring (1980): 39–45.

### Auf Englisch
- Taylor, Diana. “Introduction.” In: Defiant Acts: Four Plays by Diana Raznovich. Ed. Diana Taylor and Victoria Martínez. Lewisburg: Bucknell UP, 2002.
- Taylor, Diana. Disappearing Acts. Spectacles of Gender and Nationalism in Argentina´s Dirty War. Durham and London: Duke UP, 1997.
- Taylor, Diana. “What is Diana Raznovich Laughing About?” In: Holy Terrors: Latin American Women Perform. Women & Performance. A Journal of Feminist Theory. 11.2 (2000): 73–93.